# Champvans (Giura)
Champvans è un comune francese di 1 425 abitanti situato nel dipartimento del Giura nella regione della Borgogna-Franca Contea.

## Società

### Evoluzione demografica
Abitanti censiti